# Da Silva
Silva ili Da Silva je portugalsko prezime. To je najčešće prezime u zemljama portugalskog govornog područja, posebice u Portugalu i Brazilu. Izvedeno je od osobnog ženskog imena Silva, čiji muški oblik Silvius  izvorno znači šuma. Prema tomu Da Silva bi u prijevodu značilo iz šume.

## Poznati s prezimenom Da Silva
- Eduardo Alves da Silva- poznat i kao Eduardo ili Dudú, brazilsko-hrvatski nogometaš
- Rafael Pereira da Silva- poznatiji kao Rafael ili Rafael da Silva, brazilski nogometaš
- Fábio Pereira da Silva-brazilski nogometaš, poznatiji kao Fábio ili Fábio da Silva
- Flávio da Silva Amado-poznatiji samo kao Flavio je angolski nogometaš
- Nilmar Honorato da Silva-brazilski nogometaš
- João Gabriel da Silva-brazilski nogometaš
- Luiz Inácio Lula da Silva-brazilski političar, 35. predsjednik Brazila
- Ayrton Senna da Silva- brazilski vozač formule 1
- Roberto Carlos da Silva Rocha-brazilski nogometaš, poznatiji kao Roberto Carlos
- Artur da Costa e Silva- brazilski vojni časnik, državnik i političar, 30. predsjednik Brazila.
- Gilberto Silva-brazilski nogometaš
- Anderson Roberto Luiz Silva-brazilski nogometaš poznatiji pod nadimkom Luisão